# Olja Ivanjicki
Olja (Olga) Ivanjicki (sârbă Оља Ивањицки; n. 5 octombrie 1931, Panciova, Južnobanatski upravni okrug, Serbia – d. 24 iunie 2009, Belgrad, Serbia) a fost o pictoriță, sculptoriță și poetă sârbă. 

## Viață, lucrări și premii

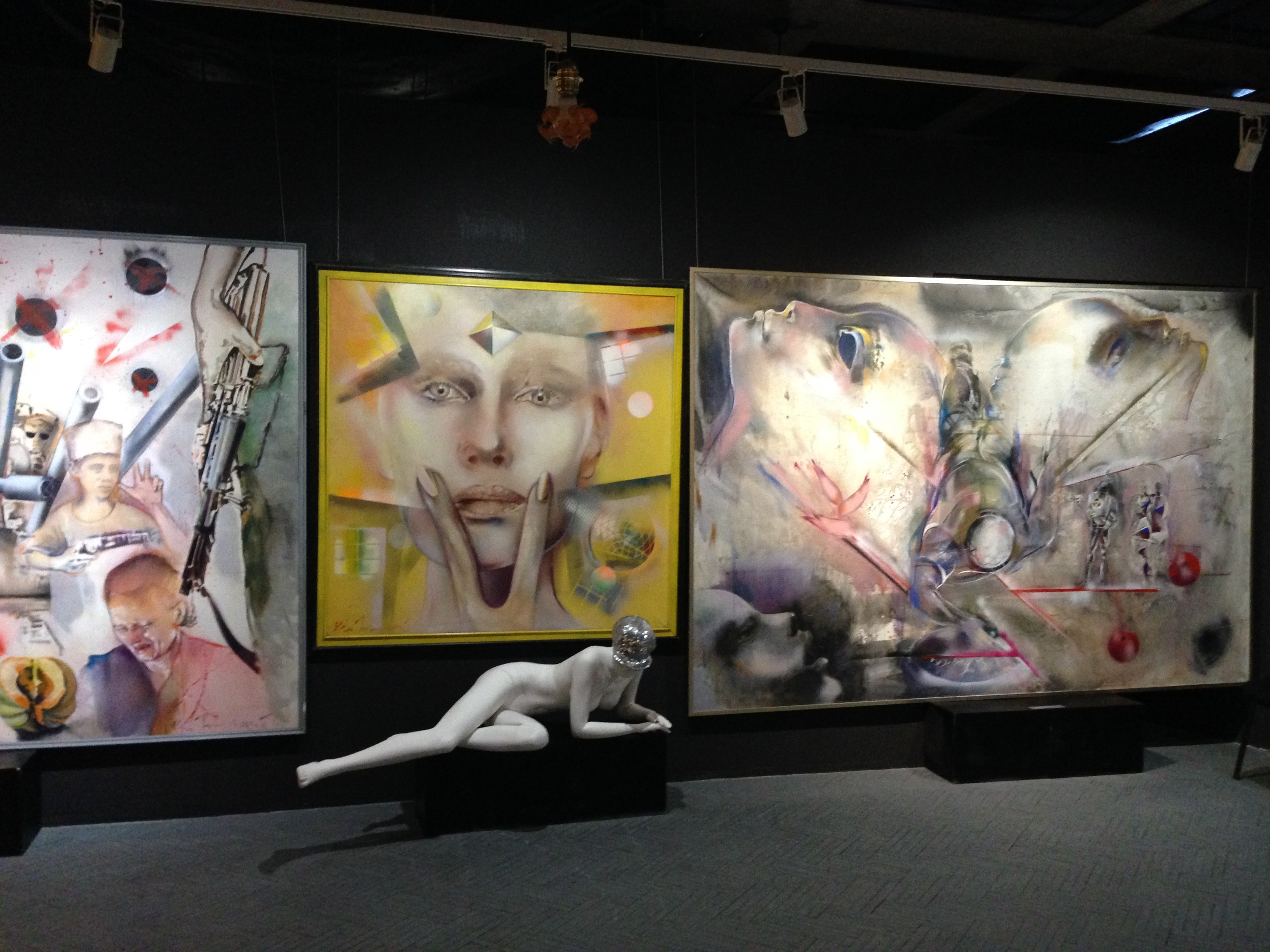
Lucrările lui Ivanjicki la Muzeul de Istorie al Serbiei, 2017

Olga Ivanjicki, fiica unor emigranți ruși, s-a născut în Panciova, Banovina de la Dunăre. A studiat la Academia de Arte Frumoase din Belgrad, unde a absolvit în 1957, iar în același an ea a fost singura femeie printre fondatorii MEDIALA Belgrad, un grup de artiști pictori, scriitori și arhitecți precum Leonid Šejka, Vladimir Veličković, Ljubomir Popović, Miodrag Đurić. În 1962 a primit o bursă de la Fundația Ford să-și urmeze studiile de artă în Statele Unite ale Americii, iar în 1978 a fost selectată ca artistă în cadrul Programului Fulbright Artist in Residence la Școala de Design Rhode Island.
A avut zeci de expoziții personale și a participat la numeroase expoziții de grup naționale și internaționale. Pictura lui Ivanjicki a fost influențată de Simbolism, Suprarealism, Pop Art și Arta Fantastică. În cursul carierei sale, artista a primit Premiul Vuk Lifetime Achievement (Vukova nagrada, 1988), Premiul   Seventh of July (Sedmojulska nagrada, 1988) și Premiul Karić.